# Łucja Okulicz-Kozaryn

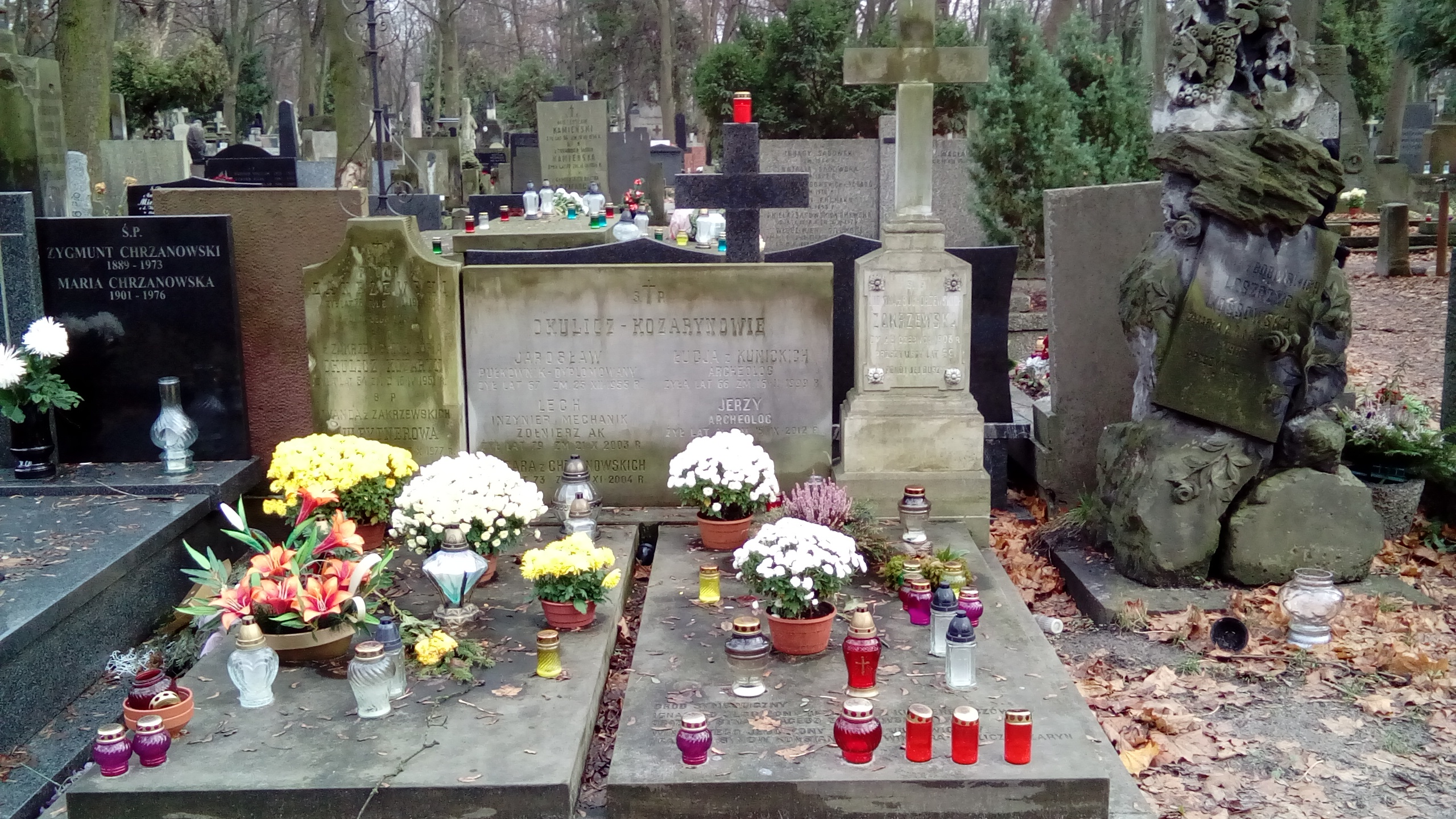
Grób rodzinny Łucji Okulicz-Kozaryn

Łucja Okulicz-Kozaryn z domu Kunicka (ur. 5 stycznia 1933 w Nowym Sączu, zm. 16 lutego 1999 w Warszawie) – polska badaczka, archeolog.
Od 1938 mieszkała w Warszawie. Ukończyła XII Państwowe Żeńskie Gimnazjum i Liceum im. Marii Curie-Skłodowskiej, uzyskując maturę w 1951, następnie podjęła studia na Wydziale Historycznym Uniwersytetu Warszawskiego, które ukończyła w 1955 uzyskując tytuł magistra w zakresie archeologii pierwotnej i pradziejowej. Od października do grudnia 1955 pracowała w Katedrze Archeologii Pradziejowej i Wczesnośredniowiecznej Uniwersytetu Warszawskiego, w styczniu 1956 otrzymała etat asystenta w Instytucie Historii Kultury Materialnej Polskiej Akademii Nauk z przydziałem służbowym do Pracowni Archeologicznej w Wiślicy. Po likwidacji tej placówki w 1958 r. przeszła do nowo powstałej Pracowni Polskiego Atlasu Archeologicznego w PAN, gdzie prowadziła Dział Okresu Wpływów Rzymskich. W 1960 uzyskała stopień starszego asystenta, obejmując Dział Wczesnej Epoki Żelaza. W 1961 podjęła studia doktorskie u prof. Włodzimierza Antoniewicza, zbierając materiały do pracy na temat wczesnej epoki żelaza w północno-wschodniej Polsce. W kwietniu 1966 uzyskała stopień doktora na podstawie pracy Kultura kurhanów zachodnio bałtyjskich we wczesnej epoce żelaza. Zajmowała się m.in. tematyką pruską. Pracowała ze swoim mężem Jerzym Okulicz-Kozarynem. Habilitacja uzyskała w 1976. W grudniu 1994 otrzymała tytuł naukowy profesora, zaś w marcu 1995 objęła stanowisko profesora nadzwyczajnego w Instytucie Archeologii i Etnologii PAN. 
Pochowana została w grobowcu rodzinnym na warszawskich Powązkach (kwatera 87-4-28/29).

## Publikacje
- Osadnictwo strefy wschodniobałtyckiej w I tysiącleciu przed naszą erą. Wrocław: Zakład Narodowy im. Ossolińskich, 1976.
- Życie codzienne Prusów i Jaćwięgów w wiekach średnich (IX–XIII w.). Warszawa: PIW, 1983. ISBN 83-06-00854-5.
- Dzieje Prusów. Wrocław: Leopoldinum, 1997. ISBN 83-85220-62-3.
- Finowie zachodni. Letter Quality, 1993. ISBN 83-85463-11-9.